# Truchtersheim
Truchtersheim é uma comuna francesa na região administrativa de Grande Leste, no departamento Baixo Reno. Estende-se por uma área de 9,92 km². Em 2010 a comuna tinha 4 244 habitantes (densidade: 427,8 hab./km²).
Em 1 de janeiro de 2016, a antiga comuna de Pfettisheim foi fundida com Truchtersheim.